# Sormiou

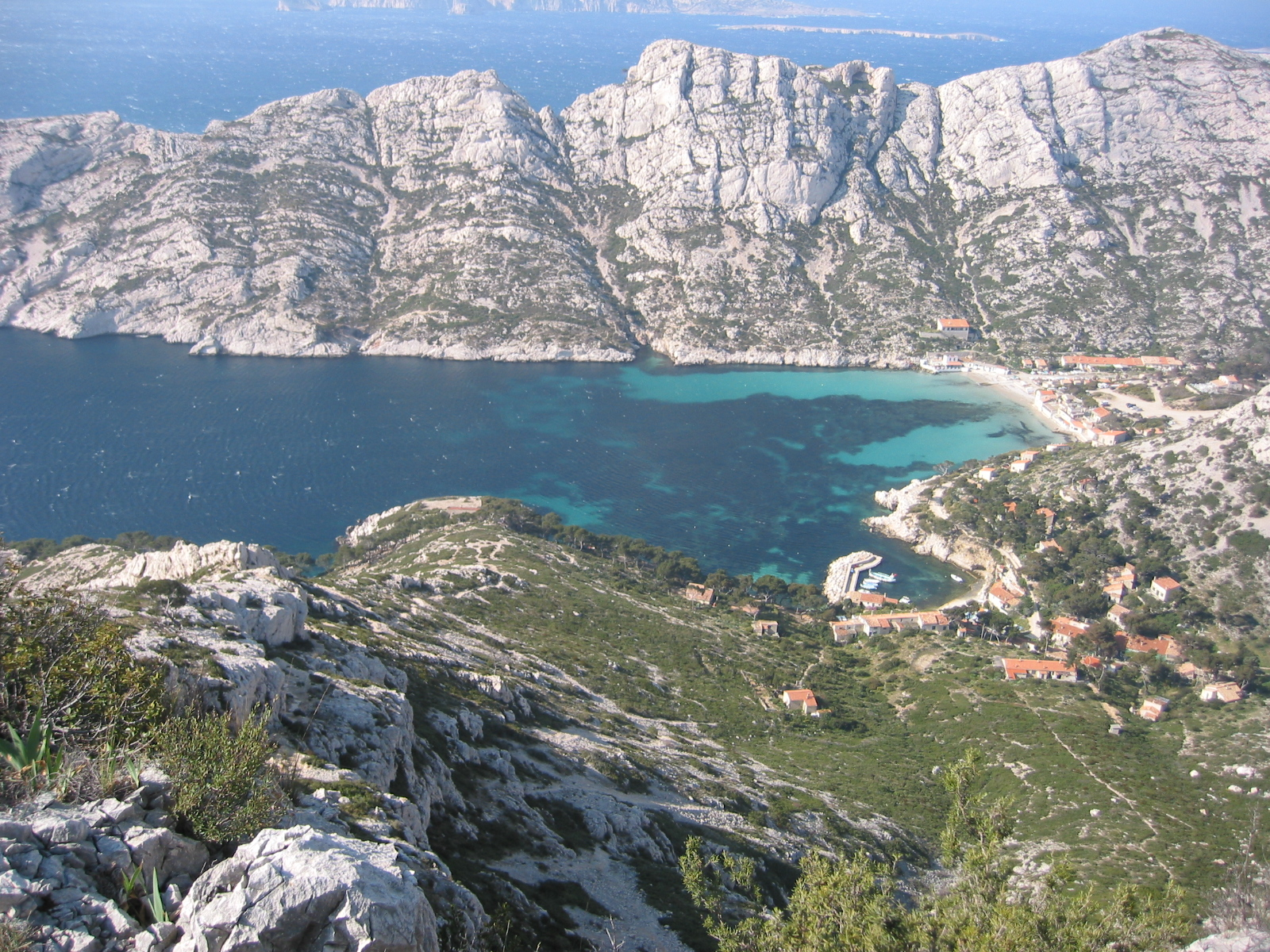
Sormiou

Sormiou is een deel van de Franse stad Marseille, en is bekend om de Calanque de Sormiou. Het gebied ligt in het zuiden van de stad in bergachtig gebied aan de Middellandse Zee op ongeveer 7 km ten westen van Cassis.
Sormiou maakt deel uit van het 9e arrondissement van Marseille.